# Vlag van Boechout
De vlag van Boechout werd door de gemeenteraad op 6 juli 1981 officieel vastgesteld aan de Belgische gemeente Boechout toegekend. Op 2 februari 1982 werd hij door het koninklijk besluit bevestigd en uiteindelijk gepubliceerd op 21 april 1982 en opnieuw op 4 januari 1995 in het officiële Belgisch Staatsblad.

## Omschrijving
Officieel wordt de vlag beschreven als:
Twee even lange banen 1. doorsneden van rood en blauw 2. gevierendeeld van wit en van rood.
De vlag is hierdoor gelijk aan het gemeentewapen, zonder de wapenfiguren. Aan de broekingzijde is de vlag rood met blauw en aan de bovenkant van de vluchtzijde wit met rood, daaronder rood met wit.

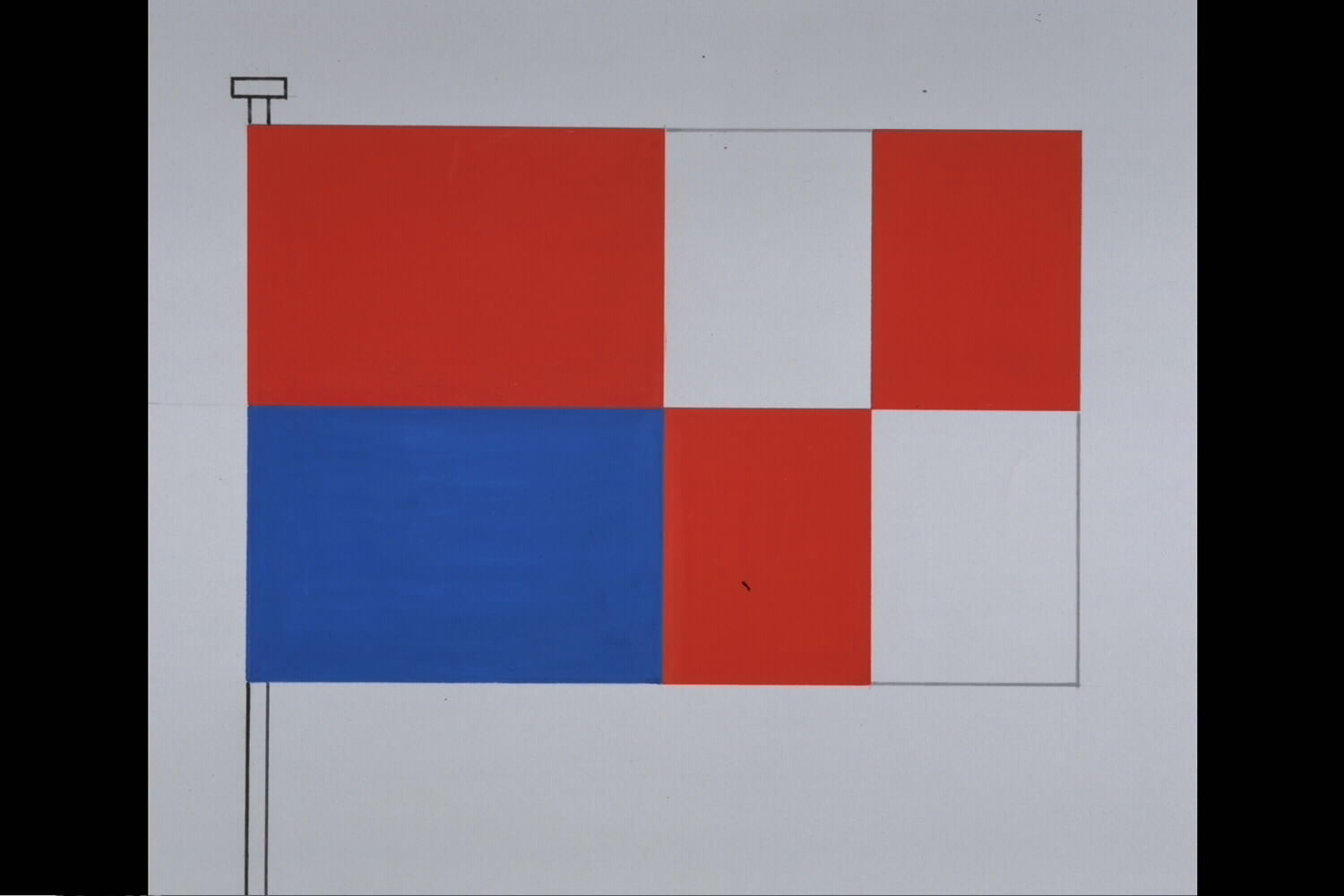
Officiële tekening van de vlag